# Samuel der Kleine
Samuel der Kleine (Schmuel ha-katan; * nach 90) war ein jüdischer Gelehrter des Altertums und gehörte zu den frühen Tannaiten (2. Generation).

## Leben und Karriere
Er formulierte vor Gamaliel II., aber in dessen Auftrag, die birkat ha-minim (Einfügung der „Bitte gegen die Verleumder in Israel“ in das Schmone Esre).
Er lehrte und lernte im Geiste Hillels (kann aber nicht mehr, wie behauptet wird, dessen persönlicher Schüler gewesen sein) und war jüngerer Zeitgenosse Gamliels II. Den Namen „der Kleine“ erklären einige aus seiner übergroßen Bescheidenheit und Demut, andere, weil er um ein weniges kleiner gewesen sein soll als Samuel, der Prophet.
Des kleinen Samuel Wahlspruch waren die Worte (Abot 4,24; vgl. Sprüche Salomos 24,17–18):
„Wenn dein Feind fällt, freue dich nicht, und wenn er strauchelt, jubele nicht dein Herz, Gott würde es sehen, und es würde ihm missfallen, und er würde von ihm seinen Zorn abwenden.“
Darüber hinaus wird von Samuel dem Kleinen ein Vergleich zwischen dem Augapfel des Menschen und der Welt tradiert (durch Aba Issi ben Jochanan, Derech Erez Suta 9):
„Das Weiße ist der Ozean, das Schwarze die umgebende Welt, die Vertiefung im Schwarzen (Pupille) Jerusalem, die darin sichtbare Figur das Heiligtum.“